# フェルグス・マク・ロイヒ
フェルグス・マク・ロイヒ、フェルギュス、ファーガス（英: Fergus mac Roich, Ferghus）は、アルスター物語群に登場する元アルスターの王。
「耳から唇の間は7フィート、目と目の間は拳7つ分、鼻の長さは拳7つ分、唇の幅は拳7つ分、彼の頭を洗うには1ブッシェルの水を必要とし、その男根の長さは拳7つ分、1ブッシェルの鞄よりも大きい陰嚢を持ち、妻であるフリディッシュがいなければ彼を満足させるには7人の女性を必要とし、7匹の豚と樽7杯のエールと7匹の鹿を平らげ、700人力の持ち主であった。」とするフェルグスについての伝承が存在し(『コンホヴォル・マク・ネサの話』)、怒りを収めるために愛剣カラドボルグで3つの丘の頂を切り飛ばしたとも伝わる(『クーリーの牛争い』)、超自然的人物である。アイルランド西部及び南部にはフェルグスを自らの祖先に据える氏族が多く存在し、こうした傾向は支配者階級にも及んだことから、彼はアイルランドの伝説において重大な位置を占めた人物であったと考えられる。
名前の意味は、フェルグスは「男の力」、ロイヒは「強い馬」つまり、強い精力を表す。「射精」をさすと解釈しても妥当だと思われる。
また、彼は超人的な力を持つ戦士であると同時に、事象の予言者としても描写される。

## 系譜
|            |            |            |            | Derg Dathḟola |            |  |  |                |            |            |            |            |            |  |  |  |  |  |  |  |  |  |  |  |  |
|            |            |            |            |               |            |  |  |                |            |            |            |            |            |  |  |  |  |  |  |  |  |  |  |  |  |
|            |            |            |            | Ruad          |            |  |  |                |            |            |            |            |            |  |  |  |  |  |  |  |  |  |  |  |  |
|            |            |            |            |               |            |  |  |                |            |            |            |            |            |  |  |  |  |  |  |  |  |  |  |  |  |
|            |            |            |            | Róch          |            |  |  |                |            |            |            |            |            |  |  |  |  |  |  |  |  |  |  |  |  |
|            |            |            |            |               |            |  |  |                |            |            |            |            |            |  |  |  |  |  |  |  |  |  |  |  |  |
|            |            |            |            |               |            |  |  |                |            |            |            |            |            |  |  |  |  |  |  |  |  |  |  |  |  |
| フェルグス | フェルグス | フェルグス | フェルグス | フェルグス    | フェルグス |  |  | スアルタウ     | スアルタウ | スアルタウ | スアルタウ | スアルタウ | スアルタウ |  |  |  |  |  |  |  |  |  |  |  |  |
| フェルグス | フェルグス | フェルグス | フェルグス | フェルグス    | フェルグス |  |  | スアルタウ     | スアルタウ | スアルタウ | スアルタウ | スアルタウ | スアルタウ |  |  |  |  |  |  |  |  |  |  |  |  |
|            |            |            |            |               |            |  |  | クー・フーリン |            |            |            |            |            |  |  |  |  |  |  |  |  |  |  |  |  |

『コール・アンマン』の
説の一つ
フェルグスの誕生譚は少なくとも現存せず、彼の家系を調べるためには諸文献に残された異同をもつ系譜を概観せざるをえない。
幾つかの古文献は共通して「マク・ロイヒ」を母称と見なす。 『コール・アンマン』

はフェルグスの母親は Dáire の息子 Eochaidm の娘 Róich、もしくは Derg Dathḟola の息子 Ruad の娘 Róch であると二つの候補を挙げる。
同書は、後者の Róch はスアルタウの母親であると付け加える。スアルタウはクー・フーリンの(少なくとも義理の)父親であり、この説を採るならフェルグスはクー・フーリンの叔父にあたる事になる。
また、Senchas Síl Ír はフェルグスの母親を Cairpre の息子 Eochaid の娘 Róich と、『バンヘンハス』は Eochu の娘 Roach Rithfhota とする。
しかし、こうした古文献に残された系譜には不自然な点が残る。コール・アンマンがフェルグスの母親の候補として挙げる二人の女性は、その父親が共に古代の系譜から言及されておらず浮いた存在であり、また Roach は男性名詞であり女性の名として使用されることは極めて稀であるとルアリー・オーヒギーンは指摘する。
セシール・オライリーは、当時の系譜学者が伝統的な諸系譜を整理し矛盾を解消する作業の中で後からフェルグスの母親に Roach という名を当てはめたのではないかという説を唱えている。

## 性と女性関係
フェルグスはコナハトの女王メイヴの最初の相手である。また、鹿と牛の女神フリディッシュの夫でもある。フリディッシュは、メイヴを別にすればフェルグスの盛んな性的嗜好を満足させた唯一の女性であったといわれており、フリディッシュがいない間は代わりに7人の女性を求めたという。

## アルスター物語群
フェルグスは、コンホヴァル王の前のアルスター王であった。彼はコンホヴァルの母ネスの愛人でもあり、ネスは「自分の息子を1年のあいだ王にするなら、妻になってもよい」という条件でフェルグスを受け入れた。この条件は実行され、コンホヴァルはとても人望があることを示したので、人々はコンホヴァルを恒久的な王に選んだ。フェルグスは王としてあることより、狩りをしたり宴を催したりするほうを好んだため、喜んで王位を譲った。
しかしのちに、彼はノイシュとディアドラの事件におけるコンホヴァルの不誠実な振る舞いに嫌気がさし、一族もろともコナハトへと寝返る。それでも、養い子でありアルスターの英雄でもあるクー・フーリンへの深い愛情を忘れることはなく、物語『クーリーの牛争い』においては、クー・フーリンの幼少時代の業績をコナハト人に語って聞かせたり、クー・フーリンの手助けをする。

### コンホヴァル王の死に伴う体制の変化
フェルグスとの因縁深いアルスター王コンホヴァルは、キリストの磔刑の知らせを受けた際の激情が原因で、かつてコナハトの戦士ケト・マク・マーガハから受けた古傷を悪くし、フェルグスの復讐の刃をその身に受けることなくこの世を去る(『コンホヴァル・マク・ネサの最期』)。
『ダ・ホカの館』はコンホヴァル没後のアルスターにおきた継承問題を取り扱う。
コンホヴァルの継承者の候補は彼の二人の息子である長兄コルマク・コン・ロンガスと弟クースクリド・メンの二名に絞られる。
クースクリドは自身の里親であるコナル・ケルナッハとその氏族から非常に強く支持されていたが、彼は政争が内戦へと発展して双方共倒れになるのを恐れ、コナルの居ぬ間に後継者の座を辞退してしまった。
コルマクはアルスターの人々から乞われ、亡命していたコナハトを離れ王となるため祖国に戻る。
ところが彼はこの帰路で、直接的にはアルスターを略奪したコナハト兵の一団と争いを起こすことで、間接的には自身に課されたゲッシュを破ることで、後の破滅の原因を作ってしまう。
コルマクの戴冠を歓迎していたメイヴであったが、コルマクの一行から逃げおおせたコナハト兵からの報告を受けるとその態度は一変し、彼を亡き者しようと企む。
彼女はフェルグスの下に向かうと彼がコンホヴァルへ抱えるわだかまりを利用して
「そなたを国外に追放したコンホヴァルがそなたの代わりにネスとの間に拵えた子、コルマクが王位に就くのをただ眺めているとは寛大なことだな」と言葉巧みにコルマクとの関係を裂きにかかる。
コルマクの一行からはメイヴを執り成すことを密かに期待されていたにも拘わらず、フェルグスはこの口車に乗って彼らへの追撃を容認してしまう。
戦いの疲れを癒すためダ・ホカの館で宿泊していたコルマクらと、メイヴが遣わせた追手はこの館で両軍の殆どが戦死するほどの激しい戦いを繰り広げ、コルマク本人も先の戦いで息子を彼らに殺されたケト・マク・マーガハらに敗れ戦死する。
メイヴの口車に乗りコルマクを見殺しにしてしまったフェルグスの悲しみは、コルマクに同行し彼と共に戦死した自らの二人の息子、「美丈夫の」 Illann と「片目の」フィアフラに対するそれよりも深く激しいものであった。
『Airtech の戦い』は『ダ・ホカの館』の後日談にあたり、クースクリドの戴冠とフェルグスとアルスターの和解について触れる。コルマクの死後アルスター人は再び会議を開きコナルに王位に就くよう要請するが、彼はこれを推辞してクースクリドを王座へと就けた。新体制のアルスターは軍事力の弱さから度々侵略を招いたため、アルスター人は対策を講じ、フェルグスと和平を結び彼をコナハトから呼び戻して守護に当たらせる事とする。一方こうしたアルスター側の動きに呼応し、メイヴはフェルグスを引き留めるために先立ってのダ・ホカの館の争いでコルマクと共に命を落としたフェルグスの2人の息子の為にクワルを支払おうと提案したが、その甲斐なく彼は妻フリディッシュを伴いアルスターへと帰っていった。こうしてしばらくはアルスターに居を構えていたフェルグスであったが、鯨飲馬食の生活を支えていたフリディッシュに先立たれると暮らしが立ちいかなくなり、コナハトへと帰参することとなった。

### フェルグスの死
フェルグスの死を扱った説話『フェルグス・マク・ロイヒの最期』は スコットランド弁護士会図書館写本 72.1.40 とレカンの黄書の二冊に所収されて現存する。
後者に所収された版は前者のそれよりも短く、欠落箇所がある。
前者に所収される版では、メイヴの夫アリルは嫉妬から自身の兄弟である盲目の詩人ルギドを騙し、フェルグスを殺害させる。
このルギド、フェルグスとは里子兄弟の間柄で長じてからも良好な関係を築いていたため、自身が彼を手に掛けた事を悟ると嘆き悲しんだ。
フェルグスが殺害されたのは彼がコナハトへと亡命して14年後の事であった。
アリルはメイヴがフェルグスを湖の中に誘い情事にふける様を目撃し、彼の殺害を計画する。
メイヴが立ち去りフェルグスが一人になったのを見計らうと
アリルは盲目のルギドに鹿のつがいが湖でまぐわっているぞと言うと投げ槍を渡し、鹿を狩るよう促す。
盲目にもかかわらず投げ槍の名手であるルギドの槍は狙い過たず「鹿」、即ち体を洗っていたフェルグスに突き刺さった。
フェルグスは自身の胸を貫通した槍を引き抜くとアリル目掛けて投げ返すが紙一重で命中せず、湖から上がりほとりの丘の上で息絶えた。
なお後にアリルはこの報いを受け、老境に入って体も不自由になり不本意ながらコナハトで養われていたコナル・ケルナッハに殺害される(『クルアハンでのコナル・ケルナッハの扶養と、アリルとコナル・ケルナッハの最期』)。
一方、古詩 Conailla Medb míchuru ではフェルグスの死因は『フェルグス・マク・ロイヒの最期』とは全く異なり、猛毒によるものとされる。

### 死後
『レンスターの書』などに所収される説話 Do faillsigud Tána bó Cúailnge (『いかにクーリーの牛争いは発見されたか』) にはフェルグスの亡霊が登場する。『クーリーの牛争い』の内容の大部分は詩人たちの記憶から失われてしまっていたため、詩人長 Senchán Torpéist の旗振りで『牛争い』の復元が計画される。Senchán の息子 Murgen (あるいは Senchán 本人) はフェルグスの亡霊から『牛争い』の全容を聞き取り、これを取り戻す。
この説話は『リズモアの書』所収の Imtheacht na Tromdhaimheでは、聖人らが Senchán の手助けを行うようキリスト教化されている。聖キアランは可愛がっていた牛を殺して羊皮紙を作り、フェルグスの亡霊から聞き取った『牛争い』をこの羊皮紙に書き留める。これが理由でこの羊皮紙を纏めた書は『赤牛の書』と呼ばれるようになった、とされる。もっとも、Senchán も聖キアランも『赤牛の書』の実際の編纂時期から遥か昔の人物であるから、この由来譚はアナクロニズムである。

## アルスター物語群外からの言及
ウェールズの写本『ヘルゲストの赤本』及び『ルゼルフの白本』に所収されるアーサー王伝説の一つ『キルッフとオルウェン』では、アーサー王に仕える数百名の戦士らの名前を列挙する場面があり、その中の一人ポッホの息子フェルグスはフェルグス・マク・ロイヒを指す。とは言え、戦士らの大多数と同様フェルグスについても名前の言及に限られている。

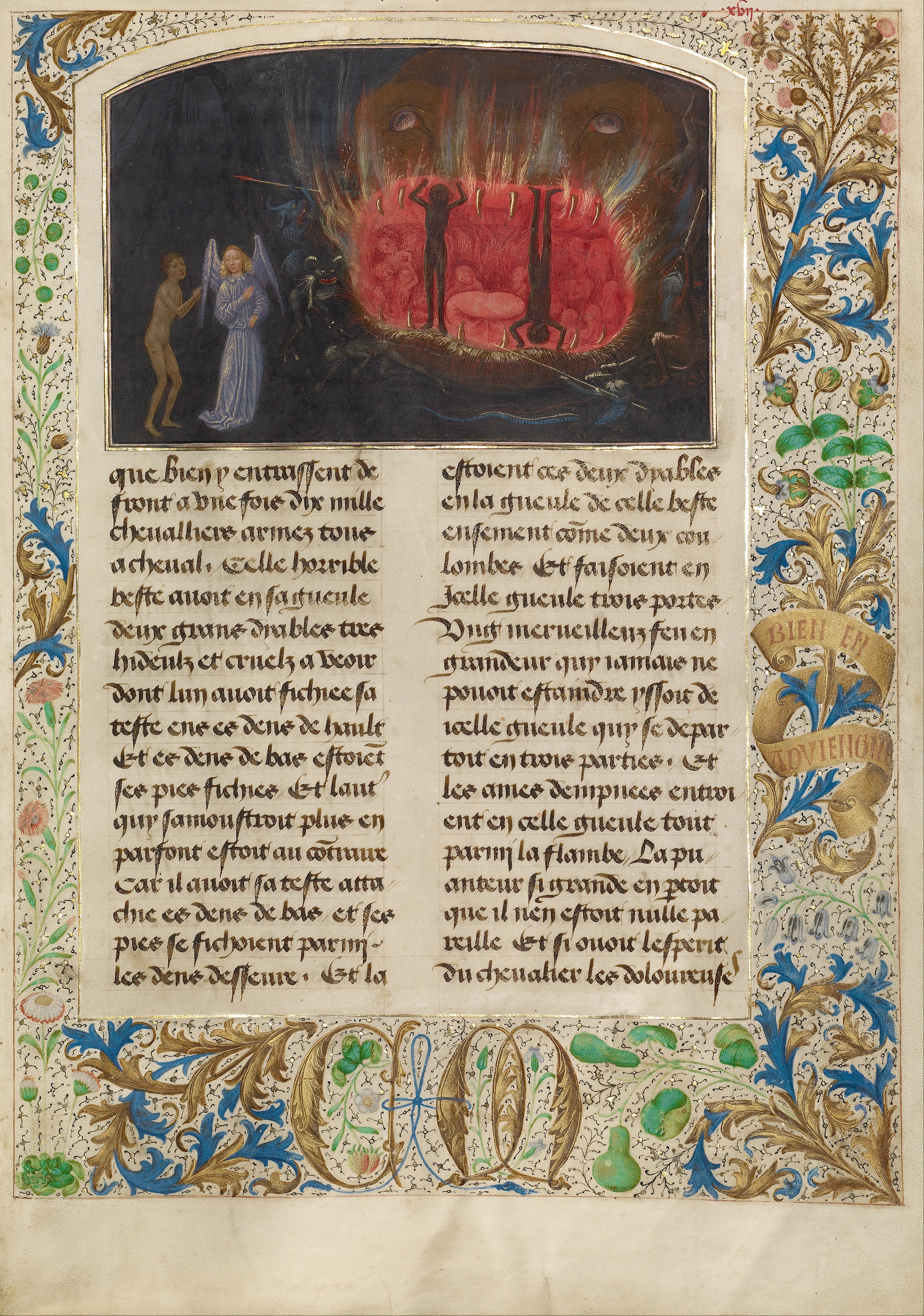
「アケロン」の口を支えるフェルグスとコナル。シモン・マルミオン画(1475)。

アルスター物語群の外に於いて、名前の言及に留まらずフェルグスが具体的な役割を担う唯一の例が『トゥヌクダルスの幻視』である。主人公の騎士トゥヌクダルスが昏倒している間に幻視した地獄の拷問場の一つでは、アケロン

と呼ばれる怪物の体内で強欲な者の魂への拷問が行われていた。フェルグスとコナルという名の二人の巨人はこの拷問の番人として配され、上下互い違いの姿勢でアケロンの上顎と下顎を支えている。このフェルグスとコナルの二人をフェルグス・マク・ロイヒとコナル・ケルナッハであると推定することも可能である。ただし、『キルッフとオルウェン』の例とは異なり、『トゥヌクダルスの幻視』の中ではフェルグスの父称（母称）やコナルの添え名についての言及がなく、同一視への嫌疑は些か残る。

## ゲッシュ
フェルグスのゲッシュはふたつあり、ひとつは「宴会を断ってはならない」、もうひとつは「ノイシュを危険から護る」というものである。